# Turn! Turn! Turn!
Turn! Turn! Turn! es el segundo álbum de la banda de folk rock The Byrds, lanzado en diciembre de 1965 por Columbia Records. Al igual que su predecesor, Mr. Tambourine Man, el álbum era epítome del género rock folk y de la armonía vocal y de la guitarra Rickenbacker de doce cuerdas, característica del grupo. El primer sencillo del álbum y la pista del título, "Turn! Turn! Turn!", una adaptación del texto del libro de Eclesiastés musicada por Pete Seeger que previamente había sido dispuesta en un estilo de cámara-folk por el guitarrista Jim McGuinn, mientras trabajaba con la cantante folk Judy Collins. La disposición que McGuinn utiliza en la versión de The Byrds utiliza el mismo estilo folk rock estridente que el anterior éxito de la banda.
El álbum alcanzó el número 17 en la lista del Billboard Top LPs estadounidense y llegó al número 11 en las del Reino Unido. Otro sencillo extraído del álbum, "Set You Free This Time", tuvo menos éxito y no pudo entrar en el Top 50 de los EE. UU. El álbum marcó un aumento de la composición de canciones y el ritmo ante la salida de McGuinn como guitarrista, David Crosby recibió su primer crédito de la escritura en el álbum. Sin embargo, el prolífico compositor Gene Clark de la banda sigue siendo el mayor contribuidor del material original. El álbum también incluye dos canciones de Bob Dylan, una ya conocida, "The Times They Are a-Changin '" y otra entonces inédita, "Lay Down Your Weary Tune". Turn! Turn! Turn! fue el último álbum de The Byrds que contó con la plena participación de Gene Clark hasta el lanzamiento del álbum conmemorativo de la reunión del quinteto original de The Byrds en 1973.

## Situación en el momento
Tras el éxito internacional de su álbum debut y los éxitos "Mr. Tambourine Man" y "All I Really Want to Do", The Byrds entraron a Columbia Studios en Hollywood el 28 de junio de 1965 y se dedicaron a grabar su seguimiento por álbum. En la segunda mitad de 1965, la tendencia folk rock de The Byrds habían sido instrumental en efecto fue ganando ritmo, con discos de éxito de artistas como Cher, The Turtles, We Five y Barry McGuire los cuales llevan claramente el sello de influencia de los Byrds. A pesar de ser una banda tan influyente, The Byrds habían decepcionado con la relativa falta de éxito que su segundo sencillo "Set You Free This Time" que habían logrado en las listas estadounidenses, sentían que necesitaban un fuerte tercer sencillo con el fin de mantener su posición en el mercado.
Inicialmente, la banda había elegido para grabar la tercera cubierta de Bob Dylan, "It's All Over Now, Baby Blue", como su siguiente sencillo, pero a pesar de un par de intentos de grabar la canción en junio y agosto de 1965, fue finalmente rechazada. La banda consideró brevemente la emisión de una versión de Dylan de "The Times They Are a-Changin" , pero esta idea también fue descartada. La canción finalmente seleccionada por la banda de su tercer sencillo fue "Turn! Turn! Turn!" De Pete Seeger, una adaptación musical de las palabras tomadas del libro bíblico de Eclesiastés, que volvería los Byrds a la cima de la lista Billboard Hot 100.
La grabación del álbum no estuvo exento de tensiones, con varios miembros de la banda que expresan sentimientos de resentimiento hacia la estrecha relación de trabajo que comenzaba a formarse entre McGuinn y productor Terry Melcher. El guitarrista rítmico David Crosby fue particularmente elocuente en su desaprobación, ya que sentía que McGuinn y Melcher (junto con el mánager de la banda Jim Dickson) estaban conspirando para mantener sus canciones fuera del álbum. Crosby había traído el "Stranger In a Strange Land"(más tarde publicado por Blackburn y Snow) y "The Flower Bomb Song", junto con Dino Valenti "I Don't Ever Want to Spoil Your Party" (más tarde publicado por Quicksilver Messenger Service omo "Dino's Song") pero las tres canciones fueron rechazadas y se mantuvo inédito en ese momento. La tensión también se estaba desarrollando entre el compositor de la banda, Gene Clark, y el resto de los Byrds, debido al mayor nivel de ingresos que Clark estaba recibiendo de sus composiciones. Esto dio lugar a Clark cada vez más aislada dentro de la banda y algunas de sus mejores canciones que se estaban relegando a apariciones en caras B o quedarse inédito por completo. En última instancia, este resentimiento sería un factor que contribuye a la salida de Clark de la banda a principios de 1966. Otra fuente de conflicto es la lucha de poder que se estaba desarrollando entre Terry Melcher y Jim Dickson. Por su parte, Dickson tenía aspiraciones para producir el grupo propio, lo que condujo a él que era demasiado crítico con el trabajo de producción de Melcher y culminaría con el despido de Melcher después de completar el álbum.

## Música
Turn! Turn! Turn! se abre con la canción escrita por Pete Seeger la cual le da título al álbum, que había sido publicada como sencillo, dos meses antes del lanzamiento del álbum. Basado en un acuerdo que McGuinn había desarrollado mientras trabajaba en 1963 con Judy Collins, en su álbum llamado Judy Collins 3, la idea de revivir la canción llegó a McGuinn durante la primera gira americana, la grabación original supuestamente llevó 78 tomas, distribuidas en 5 días de grabación, para perfeccionar. David Fricke editor de Rolling Stone ha señalado que el motivo de la canción por la paz y la tolerancia era por encargo para la década del '60, una década coloreada por asesinatos, disturbios urbanos y los horrores de la guerra de Vietnam. Alcanzando el puesto # 1 del Billboard Hot 100, el sencillo representaba el apogeo del rock folk como una tendencia musical y refuerza la posición de los Byrds como un acto carta formidable. 
The Byrds también decidieron incluir dos canciones de Bob Dylan en el álbum, en un intento de repetir el éxito que habían tenido con ellas en su álbum anterior , en este se encuentra "Lay Down Your Tune Weary", él cual fue un descarte inédito de Dylan. La otra canción de Dylan que la banda incluyó en Turn! Turn! Turn! fue "The Times They Are a-Changin". El propio Dylan quedó impresionado cuando escuchó su canción en la boca de The Byrds, McGuinn cuenta que Dylan le dijo: "Hasta que escuché esto pensé que eras sólo otro imitador... pero esto tiene verdadera sensación de ella". 
Del material auto-escrito en el álbum, tres canciones fueron escritas por Gene Clark, entre ellas "The World Turns All Around Her", que hizo eco de sus canciones al estilo Beatle de romance torturado, "If You're Gone" una confesión poética de la inseguridad emocional. Para resaltar la melancolía nostálgica de "If You're Gone", McGuinn y Melcher idearon un zumbido, Gregorian armoniza una pieza que suena extrañamente como otro instrumento y presagió la experimentación de Rock Raga que la banda llevaría a cabo e su próximo álbum. La tercera canción que Clark escribió en el álbum fue "Set You Free This Time", una reflexión densamente redactado en una relación fallida que líricamente exhibe la influencia de Bob Dylan. La canción había sido escrita por Clark en 1965, durante la gira que The Byrds hicieron por Inglaterra, después de pasar una noche bebiendo con Paul McCartney en el Scotch of St James Club en Londres.
McGuinn contribuyó en el álbum escribiendo "It Won't Be Wrong", una canción que había coescrito con su amigo Harvey Gerst en 1964. La canción ya había sido publicada en una versión completamente diferente, bajo el título alternativo de "Don't Be Long" en 1964 solo que la banda había publicado bajo el seudónimo de The Beefeaters. Otra de las contribuciones de McGuinn fue una adaptación de la canción popular "He Was a Friend of Mine". La versión de The Byrds ofreció letras recién escritas por McGuinn relacionados con el asesinato del presidente John F. Kennedy el 22 de noviembre de 1963. La canción precedido a la formación de The Byrds, McGuinn como explicó al autor Johnny Rogan en 1977: "Escribí esa canción en la noche en la que John F. Kennedy fue asesinado, supongo que se podría decir que es una de las primeras canciones de The Byrds.  "He Was a Friend of Mine" se caracteriza por ser la grabación de los primeros Byrds a función de McGuinn tocando una guitarra acústica, en lugar de su habitual Rickenbacker de doce cuerdas.
Turn! Turn! Turn! también contó con la canción "Wait and See" de McGuinn y Crosby. Esta representa la primera versión de una canción escrita por la pareja, aunque habían colaborado previamente en "The Airport Song", un tema que no se escuchó públicamente hasta el lanzamiento del álbum Preflyte en 1969. "Wait and See" también representó la primera vez que Crosby había recibido crédito de alguna canción de la banda. Ambos quería alejarse de las simples canciones románticas que la banda había estado escribiendo desde 1964, pero irónicamente, "Wait and See" fue una más en las tradicionales canciones de Gene Clark. Otra canción incluida en el álbum era "Satisfied Mind", la canción fue la primera señal del interés en la música Country, un género que exploraron en álbumes posteriores, culminando con Sweetheart of the Rodeo en 1968.
Debido a las luchas internas causadas por el resentimiento de los otros miembros de la banda hacia el dominio de las composiciones de Gene Clark, dos de las canciones que Clark había traído a las sesiones de grabación fueron excluidas del álbum. Clark escribió de manera romántica y densa "She Don't Care About Time", que contó con un trabajo de guitarra inspirada en Bach. "Jesu, Joy of Man's Desiring" se publicó en el lado B de Turn! Turn! Turn!, mientras que  "The Day Walk (Never Before)"se dejó languidecer en las bóvedas de cinta de Columbia por más de 20 años. "The Day Walk" fue finalmente publicada junto con "She Don't Care About Time" en 1987, en el Turn! Turn! Turn! remasterizado.

## Lanzamiento y recepción
Turn! Turn! Turn! fue lanzado el 6 de diciembre de 1965 en los Estados Unidos (Catalogado como CL 2454 en mono, CS 9254 en estéreo) y 22 de marzo de 1966 en el Reino Unido (catalogado como BPG 62652 en mono, SBPG 62652 en estéreo). Alcanzó el puesto # 17 en la lista de Billboard de LPs, durante una estancia corta de 40 semanas y alcanzó el # 11 en el Reino Unido, en un total de 5 semanas en la lista del Reino Unido. El sencillo "Turn! Turn! Turn!" fue lanzado el 1 de octubre de 1965 en los EE. UU., y el 29 de octubre en el Reino Unido, alcanzando el #1 en el Billboard Hot 100 y #26 en las listas de singles del Reino Unido. El segundo sencillo extraído del álbum fue "Set You Free This Time" ("It Won't Be Wrong"), fue lanzado el 10 de enero de 1966 en los EE.UU alcanzando el puesto #63 en el Billboard Hot 100, pero no pudieron trazar en el Reino Unido. La fotografía de la portada del álbum fue tomada por Guy Webster en su estudio en Beverly Hills y más tarde fue nominado para un Premio Grammy a la Mejor Portada de Álbum.
Desde su lanzamiento, el álbum obtuvo críticas positivas, empezando con Robert Shelton comentando en el New York Times que el álbum era "no tan fuerte como su primer disco (Mr. Tambourine Man), pero sigue siendo un programa eficaz de folk-rock". La revista Billboard describe el contenido del álbum al señalar que "el grupo ofrece un programa diversificado de material, es seguro que se dispare en las listas". En el Reino Unido Richard Bruce con entusiasmo elogió al álbum en su revisión de Echo Music describiendo el registro como "tan sensacionalmente brillante que no tengo ninguna duda en afirmar que están demostrando que tienen un talento tan grande como The Beatles o The Rolling Stones".
Turn! Turn! Turn! fue remasterizado con una resolución de 20 bits y parcialmente remezclado como parte de la serie Byrds Columbia / Legacy. Fue publicado en una forma ampliada el 30 de abril de 1996, con siete pistas adicionales, incluyendo dos versiones alternativas de canciones incluidas en el álbum original, tres tomas y en el lado B estaba "She Don't Care About Time" escrita por Gene Clark.

## Lista de canciones

### Lado 1
1. "Turn! Turn! Turn! (To Everything There Is a Season)" (Book of Ecclesiastes/Pete Seeger) – 3:49
2. "It Won't Be Wrong" (Jim McGuinn, Harvey Gerst) – 1:58
3. "Set You Free This Time" (Gene Clark) – 2:49
4. "Lay Down Your Weary Tune" (Bob Dylan) – 3:30
5. "He Was a Friend of Mine" (traditional, new words and arrangement Jim McGuinn) – 2:30

### Lado 2
1. "The World Turns All Around Her" (Gene Clark) – 2:13
2. "Satisfied Mind" (Red Hayes, Jack Rhodes) – 2:26
3. "If You're Gone" (Gene Clark) – 2:45
4. "The Times They Are a-Changin'" (Bob Dylan) – 2:18
5. "Wait and See" (Jim McGuinn, David Crosby) – 2:19
6. "Oh! Susannah" (Stephen Foster) – 3:03

### 1996 CD Reedición Bonus Track
12. "The Day Walk (Never Before)" (Gene Clark) – 3:00
13. "She Don't Care About Time" [Single Version] (Gene Clark) – 2:29
14. "The Times They Are A-Changin’" [First Version] (Bob Dylan) – 1:54
15. "It's All Over Now, Baby Blue" [Version 1] (Bob Dylan) – 3:03
16. "She Don't Care About Time" [Version 1] (Gene Clark) – 2:35
17. "The World Turns All Around Her" [Alternate Mix] (Gene Clark) – 2:12
18. "Stranger in a Strange Land" Instrumental (David Crosby) – 3:04

## Sencillos
1. "Turn! Turn! Turn! (To Everything There Is a Season)" b/w "She Don't Care About Time" (Columbia 43424) 1 de octubre de 1965 (US #1, UK #26).
2. "Set You Free This Time" b/w "It Won't Be Wrong" (Columbia 43501) 10 de enero de 1966 (US #63).
3. "It Won't Be Wrong" b/w "Set You Free This Time" (CBS 202037) 18 de febrero 1966.

## Personal

### The Byrds
Jim McGuinn - guitarra solista, guitarra acústica, voz
Gene Clark - guitarra rítmica, armónica, pandereta, voz.
David Crosby - guitarra rítmica, voz.
Chris Hillman - bajo eléctrico (respaldo vocal en "Lay Down Your Weary Tune").
Michael Clarke - batería (pandereta en 5, armónica en bonus track 16).

### Personal adicional
Terry Melcher - órgano en "He Was a Friend of Mine".
- Datos: Q629234